# El conformista
El conformista (en italià Il conformista) és una pel·lícula italiana de drama polític del 1970 dirigida per Bernardo Bertolucci, amb un guió basat en la novel·la Il conformista, escrita el 1951 per Alberto Moravia. Els protagonistes eren Jean-Louis Trintignant, Stefania Sandrelli, Gastone Moschin, Enzo Tarascio, Fosco Giachetti, José Quaglio, Dominique Sanda i Pierre Clémenti. Es tracta d'una coproducció entre Itàlia, França i Alemanya Occidental. Ha estat doblada al català.
Bertolucci fa ús de l'art i la decoració dels anys trenta associats a l'era feixista: els salons de classe mitjana i els enormes salons de l'elit dirigent.

## Sinopsi
Roma, 1938. Marcello Clerici, un espia feixista i professor de filosofia, és promès a Giulia, una jovial i alegre noia de classe mitjana, tot el contrari que ell. Abans de casar-se, però, Marcello ha de confessar-li que de petit va ser abusat sexualment pel conductor de la família que després va matar per error. Així, després d’haver abandonat el catolicisme, amb el seu pare fanàtic, violent i ara malalt, probablement paralitzat per una etapa tardana de la sífilis, i una mare addicta a l’opi, s'acosta a la policia secreta feixista, que li confia una delicada missió: matar el professor Luca Quadri, El seu antic professor de filosofia i conegut dissident polític que es va refugiar a França.
Aprofitant la lluna de mel amb Giulia, que li confessa que no és verge i que va tenir una relació amb un home molt més gran que ella i, a més, testimoni del casament, Marcello arriba a París, sota la vigilància constant de l'agent Manganiello; immediatament es posa en contacte amb Quadri que el convida a casa seva. A Marcello li sorprèn la bellesa d’Anna, l'esposa del professor, i fins i tot li proposa fugir junts, però ella, tot i que no refusa el seu festeig, sembla que s'ha enamorat de Giulia.
Clerici i Manganiello arriben amb cotxe al lloc escollit per a l'emboscada a Quadri, a les muntanyes de Savoia, i es fa inevitable matar l’Anna que ha decidit en l’últim moment acompanyar el seu marit en el viatge.
La nit del 25 de juliol de 1943, a la caiguda del feixisme, Marcello surt al carrer i es troba accidentalment amb l’home que l’havia intentat violar, el conductor Pasqualino, i que creia haver matat. En aquell moment s'adona que l'episodi que l’havia marcat i pel qual havia intentat tota la vida adaptar-se als altres, mai no havia passat. Clerici, cridant, li atribueix els horrors que ell mateix havia comès.

## Repartiment
- Jean-Louis Trintignant - Marcello Clerici 
  - Pasquale Fortunato - Marcello amb 13 anys
- Stefania Sandrelli - Giulia
- Gastone Moschin - Agent Manganiello
- Dominique Sanda - Anna Quadri
- Enzo Tarascio - Professor Luca Quadri
- Fosco Giachetti - El coronel
- José Quaglio - Italo Montanari
- Pierre Clémenti - Pasqualino "Lino" Semirama
- Yvonne Sanson - Mare de Giulia
- Milly - Mare de Marcello
- Giuseppe Addobbati - Antonio Cleric
- Antonio Maestri - Don Lattanzi
- Christian Aligny - Raoul

## Producció
El 1969, en els dies en què Bernardo Bertolucci preparava i editava la pel·lícula Strategia del ragno, va arribar sobtadament la sol·licitud d’una idea per a una pel·lícula de Paramount Pictures, que a Itàlia es deia Mars Film. El director va explicar la història de la novel·la "El conformista" d'Alberto Moravia que encara no havia llegit, però que la seva companya, Maria Paola Maino, li havia explicat amb detall. Bertolucci va llegir la novel·la i en un mes va escriure el guió que després va ser aprovat. Amb un pressupost de 750.000 dòlars,va començar la recerca de col·laboradors juntament amb el seu cosí Giovanni com a productor.
La pel·lícula es va rodar principalment a Roma i París, però també a Abetone (l'escena final ambientada a Savoia) i a Joinville-le-Pont (l'escena de la dansa). Fou rodada entre l'octubre de 1969 i el gener de 1970.

## Distribució
La pel·lícula es va presentar a concurs al Festival Internacional de Cinema de Berlín al juny de 1970, després al setembre també es va projectar al Festival de Cinema de Nova York juntament amb Strategia del ragno. La preestrena va tenir lloc a Saint-Vincent el 8 de desembre, a partir del gener de 1971 s'havia distribuït a la resta del territori. A França es va llançar el 17 de febrer, al març als Estats Units i a l'abril a Alemanya. Va recaptar un total de 207.269.000 lires.
En 1993 la pel·lícula va ser restaurada per Cineteca Nazionale, sota la supervisió de Storaro, i es va restaurar l'escena de la dansa dels cecs, aquesta versió es va presentar el mateix any al Festival Internacional de Cinema de Locarno. El 2011, amb motiu de la restauració digital per la Cineteca di Bologna, la pel·lícula es va projectar als cinemes d'algunes ciutats italianes.

## Crítica
Els crítics italians de l'època havien apreciat la qualitat crítica i refinada del seu llenguatge figuratiu i va subratllar com Bertolucci demostrava clarament que havia assolit la plenitud de les seves habilitats expressives.
La pel·lícula va ser llavors seleccionada entre els 100 film italiani da salvare.

## Reconeixement
- David di Donatello 1971
  - Millor pel·lícula (ex aequo amb El jardí dels Finzi-Contini i Waterloo)
- 20è Festival Internacional de Cinema de Berlín 1970
  - Premi Interfilm
  - Premi Especial dels Periodistes
  - Candidat a l'Os d'Or
- British Film Institute Award 1970
  - Sutherland Trophy
- Associació Belga de Crítics de Cinema 1971
  - Grand Prix a la millor pel·lícula
- National Society of Film Critics Award 1972
  - Millor direcció
  - Millor fotografia
- Premis Oscar 1972
  - Nominació a l'Oscar al millor guió adaptat[10]
- Golden Globe 1972
  - Nominació a la millor pel·lícula estrangera en llengua estrangera